# 580 California Street
Le 580 California Street est un gratte-ciel de 107 mètres de hauteur construit à San Francisco en Californie aux États-Unis en 1986. L'immeuble est de style post-moderne.
Les trois colonnes centrales de chaque côté sont surmontées de statues de 4 mètres de hauteur au front d'un toit mansardé.
L'architecte est l'agence Johnson/Burgee créée par Philip Johnson.